# Эльбаев, Бекмурат
Бекмурат Эльбаев — советский хозяйственный, государственный и политический деятель.

## Биография
Родился в 1922 году в кишлаке Кушбаши (ныне — Китабский район Кашкадарьинской области). Член КПСС с 1947 года.
Участник Великой Отечественной войны. С 1946 года — на хозяйственной, общественной и политической работе. В 1946—1975 гг. — учитель, председатель колхоза, председатель исполкома кишлачного Совета, начальник Китабского сельхозуправления, секретарь Китабского райкома КПУз, председатель Китабского райисполкома,
С 1975 по 1983 год председатель Кашкадарьинского облисполкома. Выведен из состава ЦК компартии Узбекистана 4.7.83 за «ошибки в работе и нарушение партийной и государственной дисциплины».
Избирался депутатом Верховного Совета Узбекской ССР 9-го и 10-го созывов.
Делегат XXV и XXVI съездов КПСС.
Умер после 1985 года.